# Dauphin d'eau douce
Taxons concernés
Six espèces modernes dans quatre genres :
- Platanista gangetica (dauphin du Gange)
- Platanista minor (dauphin de l'Indus)
- Inia araguaiaensis (dauphin de l'Araguaia)
- Inia geoffrensis (dauphin de l'Amazone)
- Pontoporia blainvillei (dauphin de la Plata)
- (?†) Lipotes vexillifer (dauphin de Chine)modifier

Les dauphins d'eau douce sont des cétacés odontocètes appartenant à trois super-familles : les Platanistoidea, les Inioidea et les Lipotoidea (éteints). On ne dénombre que six espèces modernes : le dauphin du Gange et le dauphin de l'Indus dans le genre Platanista, le boto et Inia araguaiaensis dans le genre Inia, le dauphin de la Plata dans le genre Pontoporia et le dauphin de Chine dans le genre Lipotes. Ces genres, longtemps réunis dans la famille des Platanistidés, sont aujourd'hui répartis dans quatre familles distinctes : les Platanistidae, les Iniidae, les Pontoporiidae et les Lipotidae.
Les dauphins du genre Orcaella fréquentent occasionnellement les eaux douces des fleuves de l'Asie du Sud-Est (Mékong, Irrawaddy, etc.) mais ne sont pas à proprement parler des dauphins d'eau douce, et appartiennent à la famille des delphinidés.
Le 10 décembre 2020, l'UICN annonce lors de la mise à jour de sa liste rouge que toutes les espèces de dauphins d'eau douce sont aujourd'hui menacées d'extinction.

## Espèces modernes
- Platanistoidea 
  - Platanistidae
    - Platanista
      - Platanista gangetica — dauphin du Gange, Sousouc
      - Platanista minor — dauphin de l'Indus
- Inioidea
  - Iniidae
    - Inia
      - Inia araguaiaensis —  dauphin du bassin Araguaia-Tocantins, boto de l'Araguaia
      - Inia geoffrensis — dauphin de l'Amazone, Boto

  - Pontoporiidae
    - Pontoporia
      - Pontoporia blainvillei — dauphin de la Plata
- († ?) Lipotoidea
  - († ?) Lipotidae
    - († ?) Lipotes
      - († ?) Lipotes vexillifer — dauphin de Chine, Baiji

Le boto, ou dauphin de l'Amazone est le plus grand des quatre genres connus de dauphins de rivière ; Inia araguaiaensis, son espèce sœur, est un peu plus petite. Les autres vivent dans le Gange (le sousouc, Platanista gangetica), dans l'Indus (Platanista minor), dans le Yangtzé (le dauphin de Chine) et dans le Río de la Plata (le dauphin de la Plata, Pontoporia blainvillei). Si, en apparence, tous se ressemblent, ils n'appartiennent pas à la même famille. Des études d'ADN ont montré que les dauphins des rivières ont évolué à partir de cétacés marins archaïques (cet ordre comprend aussi les baleines) en trois occasions au moins : d'abord en Inde, puis en Chine et en Amérique du Sud, avant que les dauphins marins eux-mêmes émergent en tant que groupe distinct. Ceci illustre un mécanisme connu, la convergence évolutive : des espèces géographiquement isolées et génétiquement distinctes développent des caractéristiques semblables car elles s'adaptent à des environnements similaires.

## Liens Externes
1. ↑  (en) « European bison recovering, 31 species declared Extinct – IUCN Red List », sur IUCN, 10 décembre 2020 (consulté le 14 décembre 2020)